# Tephrina hypotaenia
Tephrina hypotaenia är en fjärilsart som beskrevs av Eugen Wehrli 1937. Tephrina hypotaenia ingår i släktet Tephrina och familjen mätare. Inga underarter finns listade i Catalogue of Life.